# Franz Xaver Messerschmidt
Franz Xaver Messerschmidt (* 6. Februar 1736 im damals bayerischen Wiesensteig; † 19. August 1783 in Pressburg) war ein deutsch-österreichischer Bildhauer zwischen Barock und Klassizismus. Messerschmidt wurde vor allem durch seine teilweise recht kuriosen Werke bekannt.

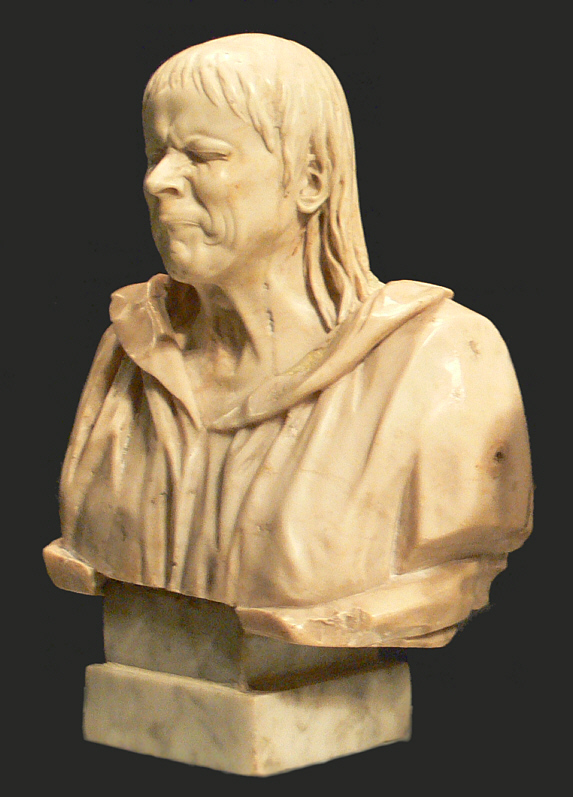
Charakterkopf („Heraklit“, Alabasterbüste, Württembergisches Landesmuseum Stuttgart)

## Leben

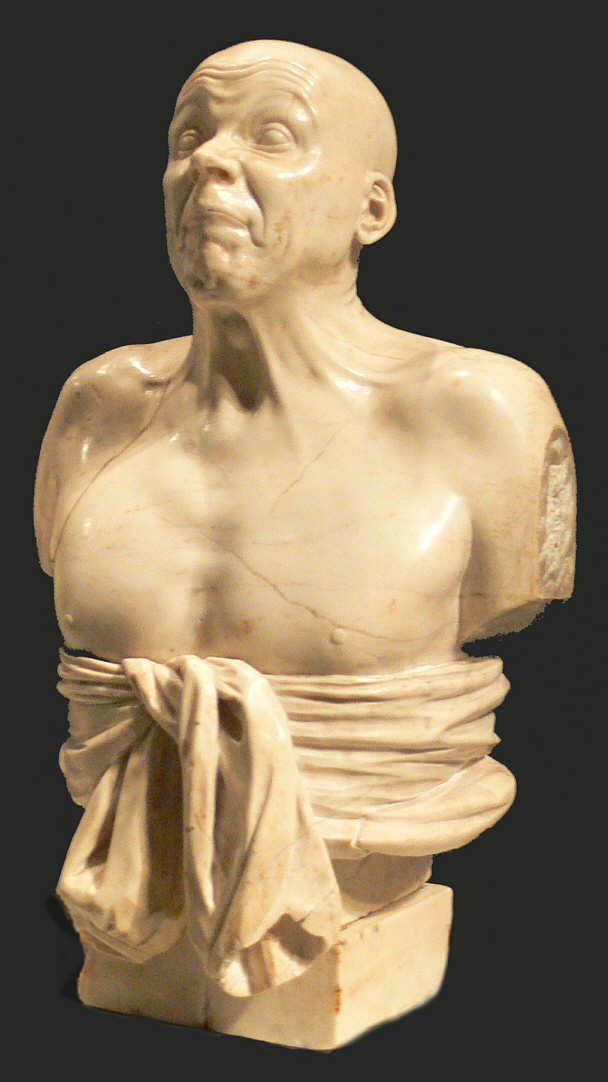
Charakterkopf („Demokrit“, Alabasterbüste, Württembergisches Landesmuseum Stuttgart)

Franz Xaver Messerschmidt war der Sohn des Weißgerbers Johann Georg Messerschmidt (1669, † 1746) und dessen Ehefrau Johanna geb. Straub (* 1704, † 1784), Schwester von Philipp Jakob Straub (* 1706, † 1774) und Johann Baptist Straub (* 1704, † 1784). Er kam nach einer Ausbildung in München bei seinem Onkel Johann Baptist Straub sowie in Graz bei dem weiteren Onkel Philipp Jakob Straub 1755 an die Akademie der bildenden Künste in Wien, wo er unter anderem bei Jakob Christoph Schletterer und Matthäus Donner studierte. Sein Mentor war Martin van Meytens, der Hofmaler Maria Theresias, der ihm eine Anstellung als „Stuckverschneider“ (= Ziseleur der Kanonengüsse) im Kaiserlichen Zeughaus verschaffte. Im Jahre 1765 reiste er für einen Studienaufenthalt nach Rom.
In den 1760er Jahren wurde ihm eine Professur an der Akademie der bildenden Künste in Aussicht gestellt, die aufgrund späterer Einwände des Staatskanzlers Kaunitz nicht vollzogen wurde. Von Maria Theresia wurde er sehr geschätzt, so dass er zu einer Art „Hofbildhauer“ wurde. In der Österreichischen Galerie im Belvedere stehen in der Sala Terrena lebensgroße bronzene Statuen (von Maria Theresia und Franz Stephan von Lothringen), die sie bei der Krönung zeigen. Das Herrscherpaar wird schlicht und realistisch dargestellt, der Charakter einer Apotheose ergibt sich erst durch die Umgebung. Zuvor schon entstanden auch Bronzereliefs Josephs II. und seiner Ehefrau Isabella von Parma.
Um 1770 entstanden Büsten Gerard van Swietens, die bereits karikaturhafte Züge annehmen. Messerschmidt verließ Wien zunächst Richtung Wiesensteig und München. Im Jahre 1777 zog er nach Preßburg, wo sein jüngerer Bruder Johann Adam Messerschmidt lebte und wohnte. Dort arbeitete Franz Xaver hauptsächlich an den Charakterköpfen weiter, auf die vor allem sein Nachruhm zurückgeht. In Preßburg baute er sich eine neue Existenz auf und hier verbrachte er die letzten sechs Jahre seines Lebens; in der (damaligen) Preßburger Vorstadt 'Zuckermandel' erwarb er ein Haus, in welchem er ein Atelier einrichtete. Messerschmidts Preßburger Büsten der Charakterköpfe zeigen gegenüber den früheren Werken eine schärfere Charakteristik und stellen menschliche Typen (Erzbösewicht, Mißmutiger, Nießer u. a.) karikaturenhaft gesteigert in groteskem Mienenspiel dar. Messerschmidt starb im Alter von 47 Jahren an den Folgen einer Lungenentzündung in Preßburg und wurde am St. Nicolai-Friedhof in der Vorstadt Zuckermandel beigesetzt. Seine Grabstelle blieb nicht erhalten.
Gemäß einem Kurzbericht der in Bratislava erscheinenden ungarischsprachigen Tageszeitung Új Szó vom 5. Mai 1957, soll ein Journalist dieser Zeitung anlässlich eines Spazierganges in der Nähe des St. Nicolai-Friedhofes Messerschmidts Grabstein auf einer Müllhalde in der Nähe des Friedhofes vorgefunden haben. Nach der Samtenen Revolution hat man symbolisch auf den Friedhof einen Grabstein mit den Lebensdaten Messerschmidt aufgestellt. Die genaue Lage des ursprünglichen Grabes blieb jedoch unbekannt.

## Charakterköpfe
Der Bildhauer selbst nannte sie nur „Köpfe“ oder „Köpf-Stückhe“. Dies ist eine Serie von rund 52 als Selbstporträts gestalteten Büsten in Alabaster, die teils nur als Gipsabgüsse erhalten geblieben oder durch Photographien und Lithographien bekannt sind.
Gezeigt werden alle Arten von physiognomischen Zuständen (Affekte) – bis hin zu extremen Grimassen. Es ist bekannt, dass Messerschmidt viele Eigenstudien mit dem Spiegel machte. Er schreckte aber auch vor drastischeren Maßnahmen nicht zurück: So sprang er vor Passanten, hielt ihnen eine Pistole entgegen und studierte dabei das Entsetzen im Gesicht der Betroffenen. Die Lehre vom Animalischen Magnetismus seines Freundes und Arztes Franz Anton Mesmer war dabei sowohl in seine Plastiken als auch in seine Vorstellungswelt eingeflossen.
Die Namen, unter denen die Büsten seit einem Ausstellungs-Katalog für die Serie aus dem Jahre 1794 bekannt sind, wurden vielleicht erst nach seinem Tod geprägt. Ebenso ist es unsicher, ob bereits der Künstler selbst die mit diesem Katalog übereinstimmenden Nummern an den metallenen Objekten angebracht hat. Die Büsten, die durch ihre grotesken, mehrdeutigen und irritierenden Gesichtsausdrücke faszinieren, spiegeln die neu formulierten Ideale der Kunst der Aufklärung des späten 18. Jahrhunderts wider. Die verbreitete Ansicht, Messerschmidt habe an einer psychischen Erkrankung gelitten, entbehrt jeder Grundlage und ist durch Quellen nicht zu belegen.
Die größte Sammlung von Charakterköpfen besitzt das Belvedere in Wien. Zwölf Exponate davon werden in der Dauerausstellung gezeigt. Folgende Themen lassen sich bei den etwa 50 Köpfen als Werkgruppen herausbilden:
- Augen offen / Mund normal
- Augen offen / Augenbrauen unten
- Augen offen / Augenbrauen hochgezogen
- Augen offen / Augenbrauen hochgezogen / Hals gestreckt
- Augen geschlossen
- Augen geschlossen / Nase und Kinn nach vorn (riechend)
- Augen geschlossen / Verstopfung
- Mund offen
- überstreckte Schnabelköpfe

## Weitere Werke (Auszug)
- Bildnisbüste Feldmarschall Josef Wenzel Fürst von Liechtenstein, vor 1783, Bronze/grauer Marmor, 70 × 70 × 88 cm, Heeresgeschichtliches Museum, Wien.
- Bronzerelief Josef II. als Erzherzog mit Gegenstück Isabella von Parma, 1760/1763, Bronze, 125 × 98 × 8 cm (hochoval), Belvedere, Wien.
- Zweiter Schnabelkopf, 1770/1783, Braun gefleckter Alabaster, 43 × 25 × 23 cm, Belvedere, Wien.
- Der Schaafkopf, 1770/1783, Braun gefleckter Alabaster, 43 × 23 × 32 cm, Belvedere, Wien.
- Maria Theresia als Königin von Ungarn, 1764–1766, Zinn-Kupfer-Legierung, 202 × 110 × 60 cm, Belvedere, Wien.
- Kaiser Franz I. Stephan von Lothringen, 1765–1766, Zinn-Kupfer-Legierung, 216 × 110 × 80 cm, Belvedere, Wien.
- Herzog Albert von Sachsen-Teschen, um 1780, Büste aus Carrara-Marmor, 82 cm, Albertina, Wien[3]

## Rezeption
Im Jahr 1894 wurde in Wien-Währing (18. Bezirk) die Messerschmidtgasse nach ihm benannt.
Neben vielen anderen war auch Arnulf Rainer von den Charakterköpfen fasziniert, Bilder von diesen verwendete er immer wieder als Basis für Übermalaktionen.
Am 28. Januar 2005 wurde eine von Messerschmidts Skulpturen für die Rekordsumme von 4,8 Millionen Dollar (3,7 Millionen Euro) bei Sotheby’s von Vertretern des Louvre ersteigert.
In Bratislava wurde im Jahr 2011 unter der Regie von Peter Dimitrov ein Dokumentarfilm mit dem Titel Čas grimás („Zeit der Grimassen“) über Messerschmidt gedreht.